# 鎌倉ハム (名古屋市)
株式会社鎌倉ハム（かまくらハム、英名：KAMAKURA HAM.）は、愛知県名古屋市中村区に本社を置く食品加工メーカーである。

## 概要
鎌倉ハムの本社が愛知県名古屋市中村区にあるのは、関東大震災で鎌倉の工場が壊滅したため、名古屋市の工場が生産の中心となり、1955年（昭和30年）に本社を名古屋に移転したためである。
「鎌倉ハム」を冠する畜肉加工会社のうちで最も古い1887年（明治20年）の創業で、益田系、斎藤系の2系統が存在する「鎌倉ハム」の斎藤系の直系である。女優・山田昌が名古屋弁で話すテレビコマーシャルは、名古屋で親しまれ、『星S印の鎌倉ハム』とナレーションしている。
無添加商品を積極的に手掛ける。

## 沿革
- 1887年（明治20年）10月 - 神奈川県鎌倉郡にハム製造所設立[3]。
- 1924年（大正13年） - 名古屋工場設立[3]。
- 1955年（昭和30年） - 株式会社鎌倉ハム設立[3]。名古屋へ本社移管。
- 1971年（昭和46年） - 甚目寺工場（現在の本部工場）新設。
- 1990年（平成2年） - 甚目寺新工場（現在の本部工場）完成。
- 1992年（平成4年） - 名東営業所完成。
- 2000年（平成12年） - 本部工場改修工事完了。
- 2010年（平成22年） - 名東営業所閉鎖。
- 2017年（平成29年） - 株式会社鎌倉ハム、創業130周年。

## 事業所
本社
- 愛知県名古屋市中村区亀島一丁目12-25

本部工場 / 本部営業所
- 愛知県あま市中萱津紺屋田30

## 主な商品
- Kウインナー
- 伝統の味

## 提供番組
- ANNニュース - 火曜日の午前11時45分から放送。ローカルニュース終了後に放送される。（メ〜テレ）